# Evening File
『Evening File』（イブニングファイル）は、TOKYO FMで2006年4月3日から2007年3月29日まで平日夕方に生放送されていたラジオ番組である。

## 概要
TOKYO FM報道部制作のニュース・情報番組であり、番組開始から半年間はTOKYO FMアナウンサーがDJを担当していたが、2006年10月より過去に同局の同種番組『LOVE&NEWS』（2002年4月 - 2004年3月）に出演していた小山ジャネット愛子がDJを務めた。
FMとやまで平日に放送されていた同名番組（『イブニング・ファイル』）とは無関係。

## 放送時間
- 月曜〜木曜 18:00-18:30

## DJ
- 2006年4月 - 7月：柴田玲（TOKYO FMアナウンサー・当時）
- 2006年8月 - 9月：永田実（TOKYO FMアナウンサー）
- 2006年10月 - 2007年3月：小山ジャネット愛子